# Camp Nou
Camp Nou (katalonsko Novo igrišče, pogostokrat napačno uporabljano Nou Camp) je nogometni stadion nogometnega kluba FC Barcelona. Je največji nogometni stadion v Evropi.  Koordinate stadiona so  41°22′51.27″N, 2°07′21.96″E.